# Hyalinetta megaspila
Hyalinetta megaspila är en fjärilsart som beskrevs av Moore 1867. Hyalinetta megaspila ingår i släktet Hyalinetta och familjen mätare. Inga underarter finns listade i Catalogue of Life.